# Močiarka (přítok Maliny)
Močiarka nebo zastarale Štumpach je levostranný přítok Maliny. Jde o potok IV. řádu na Záhoří, v okrese Malacky. Má délku 15,036 km a plocha jeho povodí představuje 60,947 km². Vzniká v nadmořské výšce 395 m n. m. a do Maliny ústí ve výši 141 m n. m. Je to převážně nížinný typ potoka.

## Vznik
Vzniká soutokem menších zdrojnic v lokalitě Strelcovské pod vrchem Kaňovské (451 m n. m.), nedaleko od obce Jablonové, v nadmořské výšce 395 m n. m. v Pezinských Karpatech (podcelek Malých Karpat).
První zdrojnice pramení v nadmořské výšce 405 m n. m., má délku 70 metrů a teče ze severovýchodu na západ.
Druhá zdrojnice pramení ve výšce 400 m n. m., má délku 60 metrů a teče z jihu na severozápad.

## Popis toku
Po soutoku zdrojnic potok pokračuje severozápadním směrem údolím až k silnici II/501, kterou následně podtéká a přibírá pravostranný bezejmenný kanál. Teče dále severozápadním směrem, podtéká železniční trať Zohor - Plavecký Mikuláš, stáčí se na západ a přibírá zprava přítok od Jablonového. Pokračuje stále západním směrem a ústí do ní levostranný Jablonovský potok, vstupuje na území VVP Záhoří a následně přibírá také zleva Rudanický potok. Po soutoku s pravostranným Hviezdnym potokem pokračuje severozápadním směrem, pak se stáčí na západ. Teče borovicovým lesem na vátých píscích a dělí se na dvě rovnoběžná koryta, kterými pokračuje až po dálnici D2, kde opouští území VVP Záhorie. U motorestu Kamenný mlýn se koryta spojují a potok takto teče na jihozápad, podtéká železniční trať Bratislava - Břeclav, stáčí se na západ, chvíli meandruje a nakonec vtéká do umělého koryta. Zde se od Močiarky odděluje umělé rameno, přemosťuje ji silniční most a kousek dál se odděluje i druhé umělé rameno. Stáčí se na jihozápad a přibírá svůj nejvodnatější přítok, pravostrannou Olivu. Pokračuje jižním směrem a v nadmořské výšce 141 m n. m. ústí do Maliny, jako její levostranný přítok.

## Průtok
Potok má sněhově-dešťový režim, což způsobuje nerovnoměrnou vodnatost. Průměrný průtok je ve stanici Láb nejvyšší v březnu a nejmenší v říjnu.

## Galerie

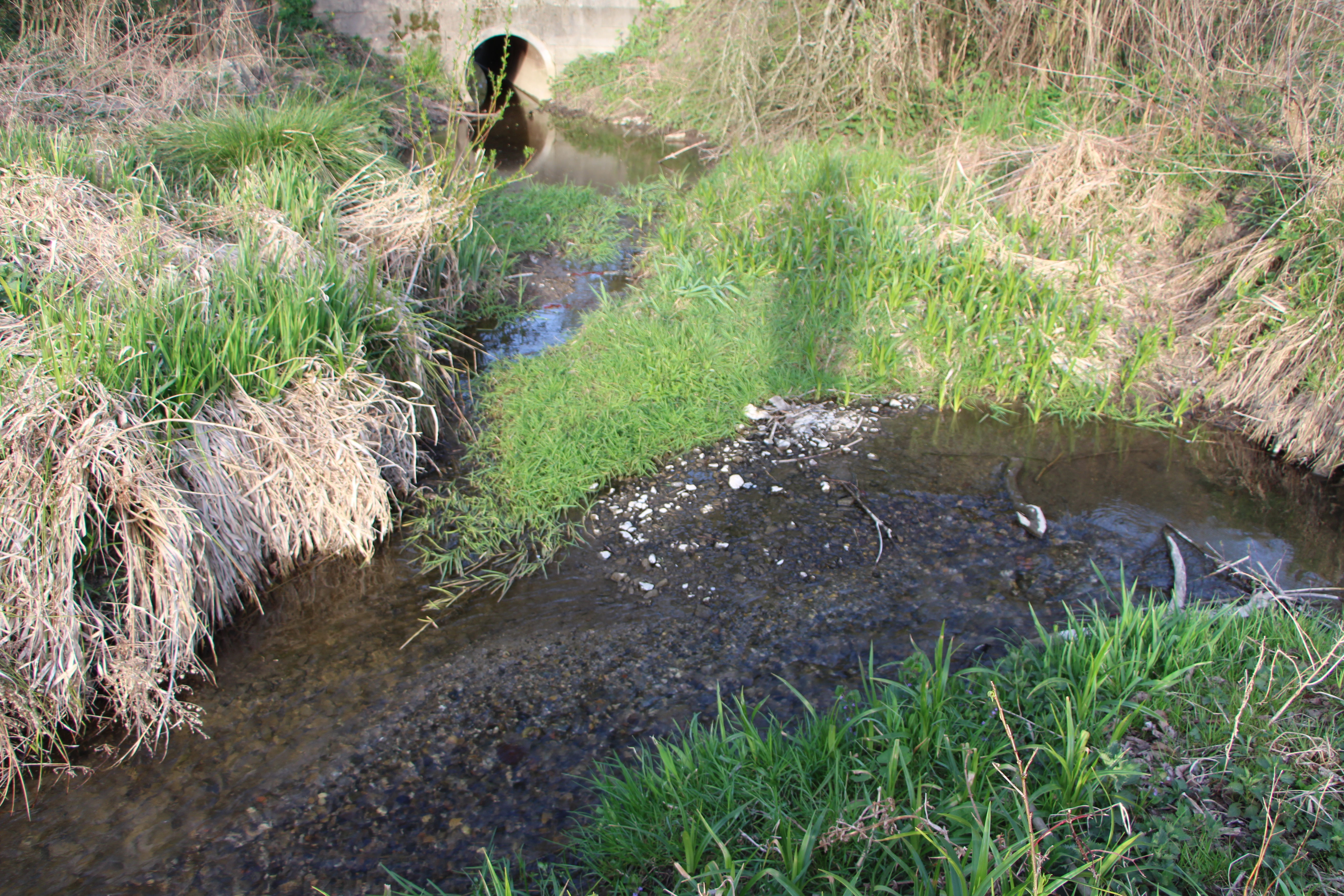
Ústí vodnatějšího Jablonovského potoka (zprava) do menší Močiarky (zleva).
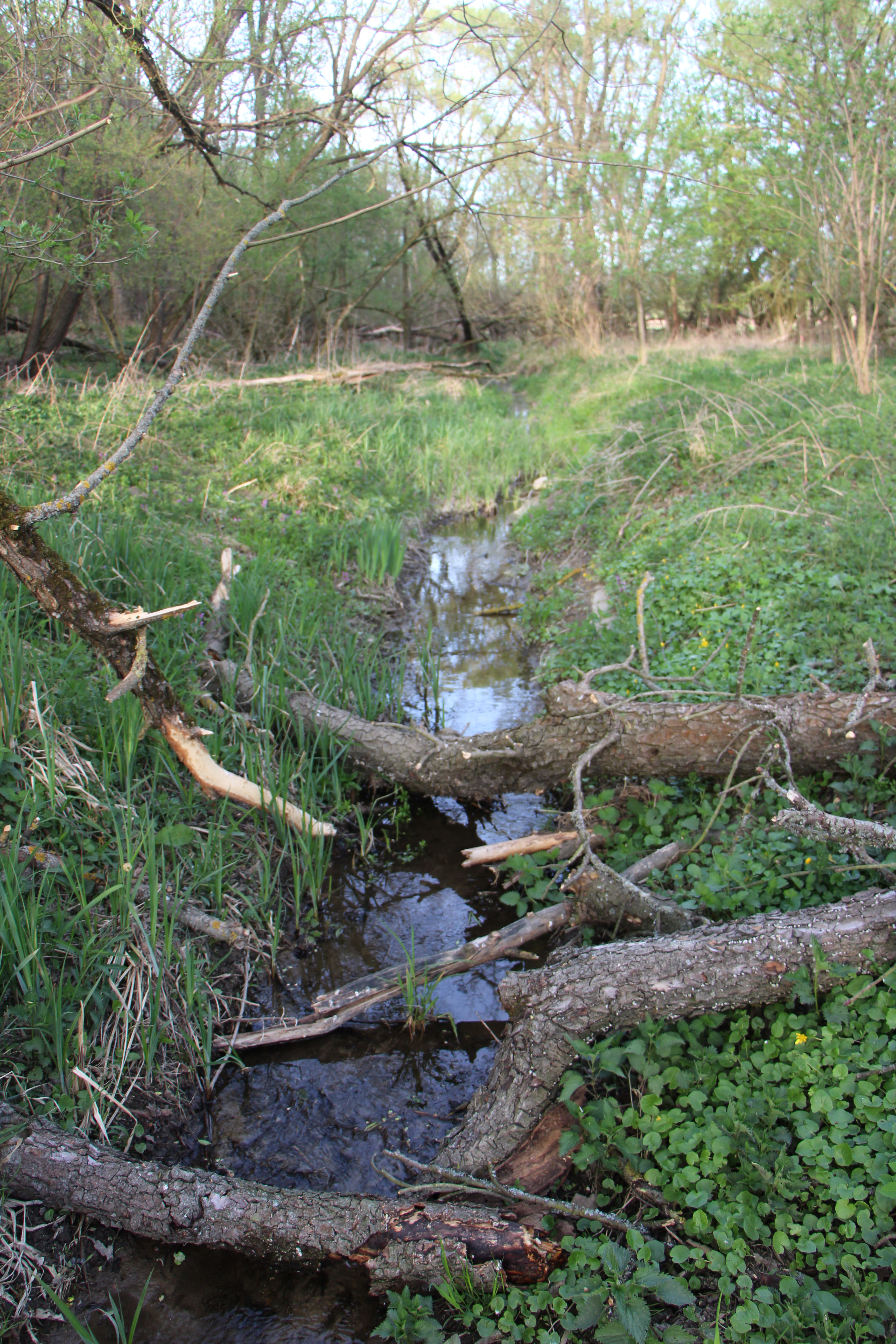
Přirozený tok Močiarky ve vojenských lesích u Jablonového.
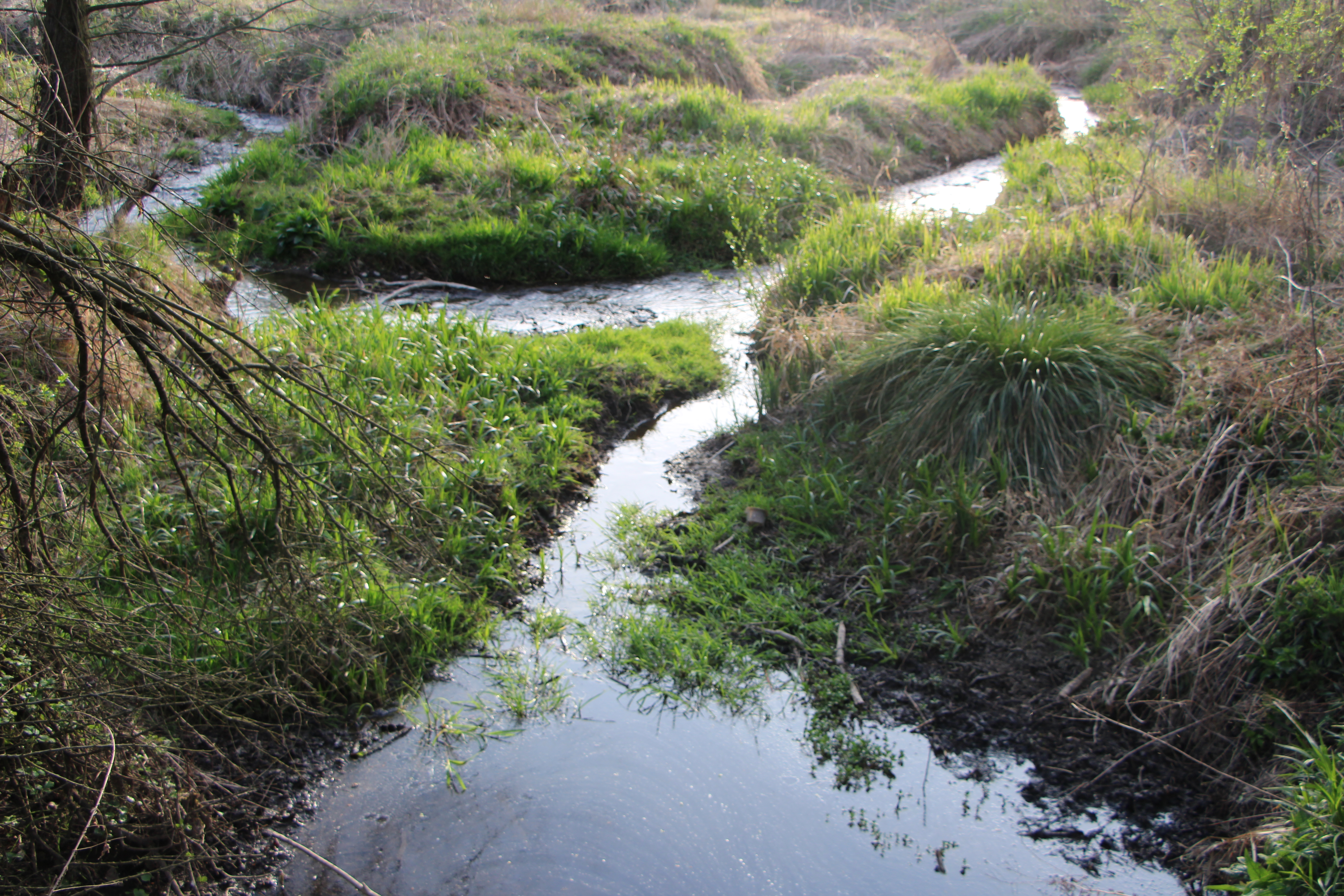
Močiarka před soutokem s Jablonovským potokem, kde vytváří malé jezírko.